# SM U-118
L'SM U-118 fu un sommergibile posamine appartenente al tipo EU II in servizio alla Kaiserliche Marine tedesca durante la prima guerra mondiale. Era uno dei 329 sottomarini che servirono l'impero tedesco e prese parte nella guerra navale nella prima battaglia dell'Atlantico. Finita la guerra e dopo il tentativo di riportarlo in Francia, il sommergibile si arenò sulle coste britanniche divenendo una popolare attrazione turistica ma anche letale per le guide.

## Carriera
L'SM U-118 fu commissionato l'8 maggio 1918 e fu costruito presso il cantiere Vulcan di Stettino ad Amburgo. Fu comandato da Herbert Stohwasser e si unì alla 1ª flottiglia operante nell'Atlantico orientale. Dopo circa quattro mesi senza aver affondato alcun naviglio, il 16 settembre 1918 l'SM U-118 ottenne il suo primo successo colpendo una nave appartenente alla Royal Navy. Circa 175 miglia a nord-ovest di Cape Villano, l'U-118 silurò e affondò il piroscafo britannico Wellington. All'inizio del mese successivo, il 2 ottobre 1918, l'U-118 affondò la sua seconda ed ultima nave, la petroliera britannica Arca a circa 40 miglia a nord-ovest dall'isola di Tory. Con la fine delle ostilità, l'11 novembre 1918 arrivò la resa da parte della Kaiserliche Marine e l'SM U-118 il 23 febbraio 1919 fu assegnato alla Francia.

## Spiaggiamento a Hastings
Dopo la resa dell'U-118 esso doveva essere trasferito in Francia dove avrebbe dovuto essere smantellato per il recupero del materiale ferroso. Tuttavia, nelle prime ore del 15 aprile 1919, mentre veniva rimorchiato nel canale della Manica verso Scapa Flow, la gomena di trascinamento si ruppe durante una tempesta. La nave, in balia della corrente, andò ad arenarsi sulla spiaggia di Hastings nel Sussex, all'incirca alle 00:45, giusto di fronte al Queens Hotel.
Inizialmente ci furono tentativi per recuperare l'imbarcazione in avaria; tre trattori cercarono di disincagliare il sottomarino e un cacciatorpediniere francese tentò di distruggere il sottomarino a cannonate. Questi tentativi tuttavia non ebbero successo e, data la vicinanza del sottomarino alla spiaggia pubblica e al Queens Hotel, l'uso di materiali esplosivi fu evitato.
Il relitto del sottomarino diventò subito una popolare attrazione turistica con migliaia di visitatori di Hastings che per il periodo pasquale si affollarono per vedere l'imbarcazione arenata. Il sottomarino venne affidato alla stazione della guardia costiera locale e l'Ammiragliato permise al segretario comunale di Hastings di far pagare un modesto biglietto per accedere al ponte. Le visite continuarono per due settimane, durante le quali la città raccolse circa 300 £ (UK £ 13.100 nel 2015), che contribuirono a finanziare l'accoglienza delle truppe della città di ritorno dalla guerra.
Due membri della guardia costiera, il capo barcaiolo William Heard e il CEO W. Moore, avevano il compito di mostrare ai visitatori più importanti l'interno del sommergibile. Le visite furono però ridotte verso la fine di aprile, quando entrambe le guide si ammalarono gravemente. Inizialmente si ritenne che la causa fosse stata il consumo di prodotti alimentari deperiti trovati nel sottomarino. Tuttavia, nonostante le visite fossero oramai interrotte, le gravi malattie continuarono fino a compromettere definitivamente lo stato di salute dei due. Moore morì nel dicembre 1919 e Heard lo seguì nel febbraio 1920. Relativamente a queste due morti vi fu un'inchiesta che imputò la causa alla fuorisucita di cloro dalle batterie danneggiate del sottomarino con esalazioni che avevano causato ascessi ai polmoni e danni cerebrali alle vittime.
Anche dopo la sospensione delle visite all'interno del sottomarino, rimase normale per i turisti scattare foto accanto o anche sul suo ponte. Alla fine, tra ottobre e dicembre 1919, l'U-118 venne definitivamente smantellato e rivenduto come rottame. Il cannone del ponte fu lasciato sul posto e rimosso solo nel 1921. Si ritiene che alcuni pezzi della chiglia del sottomarino potrebbero ancora trovarsi sotto la sabbia della spiaggia.

## Riepilogo degli affondamenti
| Data              | Nome       | Nazionalità       | Tonnellate di stazza | Esito     |
| ----------------- | ---------- | ----------------- | -------------------- | --------- |
| 16 settembre 1918 | Wellington | Impero britannico | 5.600                | Affondato |
| 2 ottobre 1918    | Arca       | Impero britannico | 4.839                | Affondato |

## Galleria d'immagini

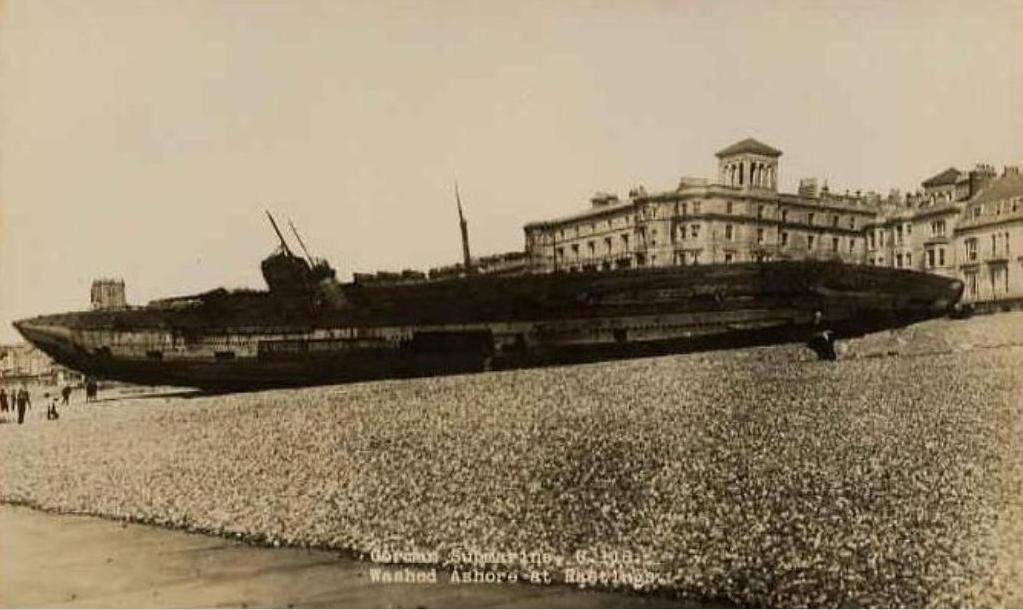
Una cartolina del SM U-118 spiaggiato
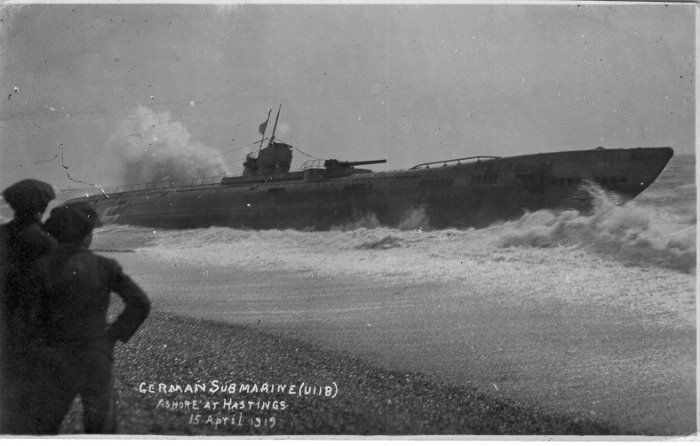
L'SM U-118 poco prima di rimanere spiaggiato
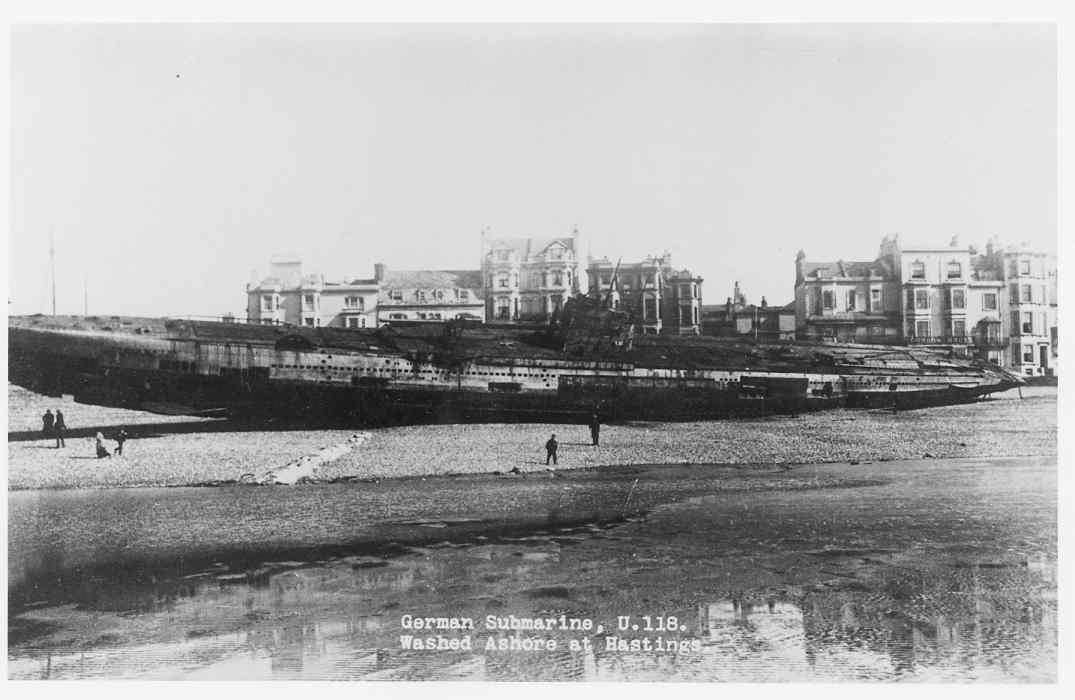
Vista del SM U-118 di fronte al Queen hotel
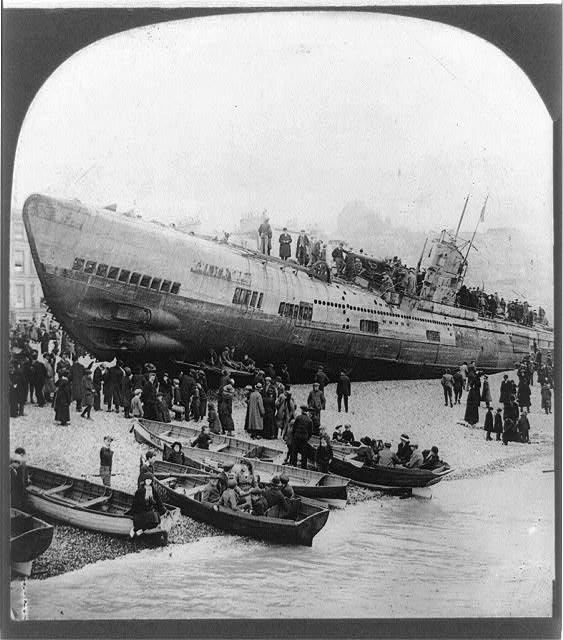
L'SM U-118 con i turisti
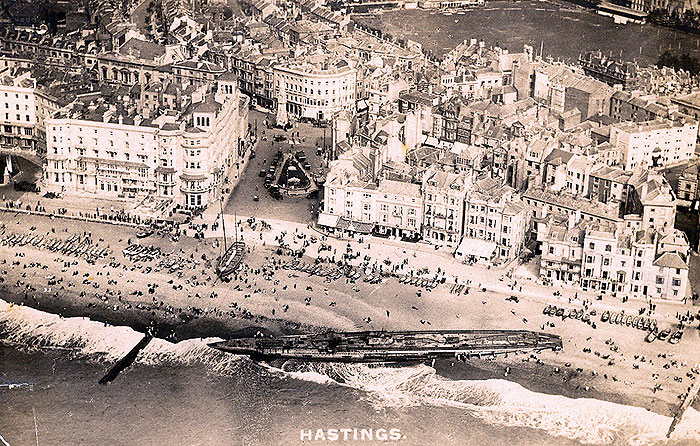
Vista aerea del SM U-118
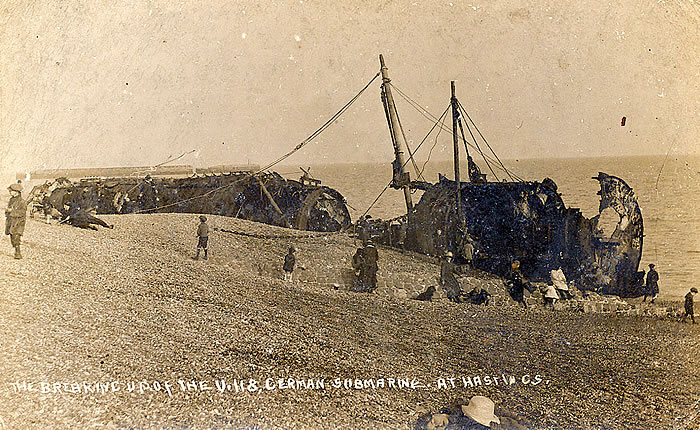
L'SM U-118 quanto venne smantellato